# Anicio Fausto Albino Basilio
Anicio Fausto Albino Basilio fue un oficial de alto rango del Imperio bizantino y el último cónsul ordinario de la historia de Roma, ocupando el cargo en 541.

## Biografía
Se desconocen sus orígenes, aunque su nombre sugiere que perteneció a las familias aristocráticas romanas Decia y Anicia: es probable que Basilio fuera el nieto del cónsul de 480, Cecina Decio Máximo Basilio, y quizá el hijo del cónsul de 493, Cecina Decio Fausto Albino.
Cuando el rey de los ostrogodos Totila superó las defensas bizantinas y entró en la ciudad en diciembre de 546, Basilio, junto con Rufio Petronio Nicómaco Cetego, el presidente del Senado (que había sido cónsul en 504), y Decio (que había sido cónsul 529) escaparon de Roma con el general Besas. Según el Liber Pontificalis, Basilio y Cetego llegaron a Constantinopla donde el emperador Justiniano les consoló "y les agasajó como correspondía a los cónsules romanos."
El 1 de enero de 541 ocupó el cargo de cónsul en Constantinopla en solitario. Basándose en el hecho de que Basilio tomó el cargo consular unos pocos meses después de la rendición gótica de Rávena a Belisario, es probable que su nombramiento por parte del emperador Justiniano tuviera un significado especial: Alan Cameron y Diane Schauer destacan que "el consulado de Basilio simbolizaba la restauración de Italia y su aristocracia en el imperio". No queda constancia de cuanto tiempo vivió Basilio tras haber sido cónsul.
Filippo Buonarroti propuso por primera vez en 1716 que un díptico consular en el que figuraba el nombre "Anicio Fausto Albino Basilio" hacía referencia a él. El díptico consular de Albino Basilio enumera sus títulos en el momento de su consulado: vir illustris, comes domesticorum, patricio y cónsul ordinario. Esta identificación era generalmente aceptada hasta 1896 cuando H. Graeven argumentó que pertenecía al abuelo de Basilio, Cecina Decio Máximo Basilio, el cónsul de occidente en 480, basándose en argumentos estilísticos. Más recientemente Cameron y Schauer han defendido la identificación de Buonarotti.

## El consulado después de Basilio
El emperador Justiniano I abolió el consulado en el año 541. Según el historiador contemporáneo Procopio de Cesarea, esto ocurrió debido a los excesivos costos que suponían las inauguraciones consulares. Estas podían llegar a costar 2000 libras de oro, gasto que Justiniano veía innecesario. Sin embargo, el consulado fue posteriormente revivido por su sucesor, Justino II, en el 566. Dicho cargo fue fusionado con el título imperial, por lo que el título de "cónsul" terminó siendo reducido a un título honorífico de los emperadores orientales. No fue hasta la publicación de la Basilika de León VI el Sabio (r. 886-912) que el consulado fue definitivamente abolido. La novela 94 que suprimió el cargo no especifica cuánto tiempo pasó desde el último cónsul, pero se da entender de que el cargo debió de seguir existiendo en alguna forma para todavía representar un tema de discusión.